# Knol
Knol var et projekt fra Google for bruger-genererede artikler, offentliggjort 13. december 2007, som en direkte konkurrent til netleksika som Wikipedia.
Udtrykket "knol" er skabt af Google til at mene en enhed af viden, "a unit of knowledge", og skulle referere til både selve projektet og til en enkelt artikel.
Google har meddelt at de pga. ændrede prioriteringer lukker Knol 1. maj 2012. 